# Peter Donnelly (cầu thủ bóng đá, sinh 1965)
Peter James Donnelly (sinh ngày 11 tháng 5 năm 1965) là một cầu thủ bóng đá người Anh, thi đấu ở vị trí tiền vệ ở Football League cho Chester City.